# Mat Devine
Matthew Devine (ur. 16 kwietnia 1974 w Norwalk) – amerykański wokalista, klawiszowiec i gitarzysta zespołu Kill Hannah.

## Wczesne życie
Devine pierwsze lata swego życia spędził w Norwalk (gdzie się urodził) i w pobliskim Westport. Latem, nim skończył dziewięć lat, jego rodzina przeprowadziła się do West Nyack w stanie Nowy Jork. Trzy lata później przenieśli się ponownie, tym razem do Lake Forest w Illinois.
Peryferie Chicago zainspirowały Mata, mimo przełomowych przyjaźni podczas tego okresu, łącznie z poznaniem członków rodziny reżysera, Johna Hughesa. Umożliwili oni młodemu Devine'owi rozpoczęcie kariery muzycznej. Zanim ukończył szkołę bardzo zaprzyjaźnił się z Johnem Hughesem III, synem głowy rodziny. Mat często bywał w ich domu, nierzadko spędzał tam noce. Wtedy pani Hughes przygotowywała mu poranny posiłek.

## Pierwsze wpływy muzyczne
Kiedy był nastolatkiem zainteresował się muzyką. Zaczął słuchać płyt winylowych z kolekcji jego starszej siostry, w której znajdowały się takie zespoły jak The Cure, Siouxsie Sioux, The Cult, The Smiths, Love and Rockets. We wczesnych latach ’90 zaczął słuchać zespołów z nurtu shoegaze, np. Catherine Wheel, Slowdive i Ride. Muzycy i grupy jakich lubi słuchać to również David Bowie, R.E.M., Linkin Park, Siouxsie and the Bashees, Deadsy, Billy Idol, Dandy Warhols, Brian Transeau, Depeche Mode, Marilyn Manson, Ours, The Smashing Pumpkins, Bad Trance, Good Jungle i Cyndi Lauper.

## Chicago Suicide Club
Mat jest współtwórcą Chicago Suicide Club, ruchu poświęconego sztuce, modzie i wydarzeniom muzycznym. Do stowarzyszenia tego należą również inni popularni muzycy: Shiny Toy Guns, She Wants Revenge, Jared Leto (30 Seconds to Mars), Does It Offend You, Yeah?, Peaches, Ladytron, Ministry, Marilyn Manson, Nine Inch Nails, Tweaker, Gnarls Barkley, My Life With the Thrill Kill Kult, Assassins, Bauhaus/Love and Rockets, The Ramones, The Sounds, Superstars of Love oraz VNV Nation.